# Bundestagswahlkreis Hochtaunus
Der Bundestagswahlkreis Hochtaunus (Wahlkreis 175, bis zur Bundestagswahl 2021 Wahlkreis 176) ist ein Wahlkreis in Hessen. Der Wahlkreis umfasst die Städte und Gemeinden Bad Homburg vor der Höhe, Friedrichsdorf, Glashütten, Grävenwiesbach, Neu-Anspach, Oberursel (Taunus), Schmitten im Taunus, Usingen, Wehrheim und Weilrod aus dem Hochtaunuskreis sowie die Städte und Gemeinden Beselich, Löhnberg, Mengerskirchen, Merenberg, Runkel, Villmar, Weilburg, Weilmünster und Weinbach aus dem Landkreis Limburg-Weilburg.
Die Arbeitslosenquote im Hochtaunuskreis betrug im November 2020 5,0 Prozent (hessenweit 5,5 Prozent). Das verfügbare Einkommen pro Einwohner lag im Jahr 2018 bei 35.041 Euro und damit über dem Landesdurchschnitt von 23.943 (für den ganzen Landkreis Hochtaunus).
Der Wahlkreis gilt als CDU-Parteihochburg. Vor 1976 war die Bezeichnung des Wahlkreises „Wahlkreis Obertaunuskreis“.

## Wahlkreisgeschichte
| Wahl      | Wahlkreisname                         | Gebiet |
| --------- | ------------------------------------- | --- |
| 1949      | X                                     | Oberlahnkreis, Obertaunuskreis, Landkreis Usingen |
| 1953–1961 | 135 Obertaunuskreis                   | Oberlahnkreis, Obertaunuskreis, Landkreis Usingen |
| 1965–1969 | 135 Obertaunuskreis                   | Oberlahnkreis, Obertaunuskreis, Landkreis Usingen, vom Main-Taunus-Kreis die Gemeinden Altenhain, Eppenhain, Eschborn, Glashütten, Kelkheim, Neuenhain, Niederhöchstadt, Niederhofheim, Niederreifenberg, Oberems, Oberliederbach, Oberreifenberg, Ruppertshain, Schwalbach am Taunus, Bad Soden am Taunus, Sulzbach (Taunus) |
| 1972      | 135 Obertaunuskreis (Hochtaunuskreis) | - Oberlahnkreis, - Hochtaunuskreis ohne - den Ortsteil Hasselbach der Gemeinde Weilrod, - den Stadtteil Burgholzhausen vor der Höhe der Stadt Friedrichsdorf, - den Stadtteil Ober-Erlenbach der Stadt Bad Homburg vor der Höhe, - den Ortsteil Schloßborn der Gemeinde Glashütten, - vom Main-Taunus-Kreis die Gemeinden Altenhain, Eschborn, Kelkheim, Liederbach, Neuenhain, Rossert, Schwalbach a. Ts., Bad Soden am Taunus, Sulzbach a. Ts., - vom Untertaunuskreis die Ortsteile Niederems, Reichenbach, Steinfischbach und Wüstems der Gemeinde Waldems, - von der kreisfreien Stadt Frankfurt am Main das Gebiet der ehemaligen Gemeinde Kalbach |
| 1976      | 135 Hochtaunus                        | Hochtaunuskreis, vom Landkreis Limburg-Weilburg die Gemeinden Beselich, Löhnberg, Mengerskirchen, Merenberg, Runkel, Villmar, Weilburg, Weilmünster und Weinbach, vom Main-Taunus-Kreis die Gemeinden Eppstein und Kelkheim |
| 1980–1998 | 133 Hochtaunus                        | Hochtaunuskreis, vom Landkreis Limburg-Weilburg die Gemeinden Beselich, Löhnberg, Mengerskirchen, Merenberg, Runkel, Villmar, Weilburg, Weilmünster und Weinbach, vom Main-Taunus-Kreis die Gemeinden Eppstein und Kelkheim |
| 2002–2005 | 177 Hochtaunus                        | vom Hochtaunuskreis die Gemeinden Bad Homburg v.d. Höhe, Friedrichsdorf, Glashütten, Grävenwiesbach, Neu-Anspach, Oberursel (Taunus), Schmitten, Usingen, Wehrheim und Weilrod, vom Landkreis Limburg-Weilburg die Gemeinden Beselich, Löhnberg, Mengerskirchen, Merenberg, Runkel, Villmar, Weilburg, Weilmünster und Weinbach |
| 2009–2017 | 176 Hochtaunus                        | vom Hochtaunuskreis die Gemeinden Bad Homburg v.d. Höhe, Friedrichsdorf, Glashütten, Grävenwiesbach, Neu-Anspach, Oberursel (Taunus), Schmitten, Usingen, Wehrheim und Weilrod, vom Landkreis Limburg-Weilburg die Gemeinden Beselich, Löhnberg, Mengerskirchen, Merenberg, Runkel, Villmar, Weilburg, Weilmünster und Weinbach |

## Wahlkreisabgeordnete
| Wahl | Abgeordneter | Abgeordneter         | Partei | Stimmen in % |
| ---- | ------------ | -------------------- | ------ | ------------ |
| 1949 |              | Heinrich Müller      | SPD    | 30,7         |
| 1953 |              | Erich Köhler         | CDU    | 34,4         |
| 1957 |              | Berthold Martin      | CDU    | 46,0         |
| 1961 |              | Kurt Gscheidle       | SPD    | 40,3         |
| 1965 |              | Walther Leisler Kiep | CDU    | 48,1         |
| 1969 |              | Dietrich Sperling    | SPD    | 47,0         |
| 1972 | 47,7         | Dietrich Sperling    | SPD    |              |
| 1976 |              | Manfred Langner      | CDU    | 50,7         |
| 1980 | 46,5         | Manfred Langner      | CDU    |              |
| 1983 | 53,5         | Manfred Langner      | CDU    |              |
| 1987 | 50,5         | Manfred Langner      | CDU    |              |
| 1990 |              | Bärbel Sothmann      | CDU    | 48,4         |
| 1994 | 50,8         | Bärbel Sothmann      | CDU    |              |
| 1998 | 46,5         | Bärbel Sothmann      | CDU    |              |
| 2002 |              | Holger Haibach       | CDU    | 43,7         |
| 2005 | 45,1         | Holger Haibach       | CDU    |              |
| 2009 | 45,2         | Holger Haibach       | CDU    |              |
| 2013 |              | Markus Koob          | CDU    | 48,8         |
| 2017 | 39,9         | Markus Koob          | CDU    |              |
| 2021 | 31,3         | Markus Koob          | CDU    |              |
| 2025 | 37,8         | Markus Koob          | CDU    |              |

## Wahlergebnisse

### Bundestagswahl 2025
| Kandidaten                                            | Kandidaten                        | Parteien/Listen     | Erststimmen | Erststimmen | Zweitstimmen | Zweitstimmen |
| Kandidaten                                            | Kandidaten                        | Parteien/Listen     | Stimmen     | %           | Stimmen      | %            |
| ----------------------------------------------------- | --------------------------------- | ------------------- | ----------- | ----------- | ------------ | ------------ |
|                                                       | David Wade                        | SPD                 | 29.458      | 19,5        | 25.252       | 16,6         |
|                                                       | Markus Benjamin Koobgewählt im WK | CDU                 | 57.261      | 37,8        | 50.934       | 33,6         |
|                                                       | Christian Tramnitz                | GRÜNE               | 18.418      | 12,2        | 19.814       | 13,1         |
|                                                       | Katja Adler                       | FDP                 | 7.275       | 4,8         | 9.963        | 6,6          |
|                                                       | Clemens Johannes Hauk             | AfD                 | 25.045      | 16,5        | 24.855       | 16,4         |
|                                                       | André Pabst                       | Die Linke           | 8.108       | 5,4         | 9.353        | 6,2          |
|                                                       | Guido Becker                      | FREIE WÄHLER        | 3.299       | 2,2         | 1.828        | 1,2          |
|                                                       | —                                 | Tierschutzpartei    | –           | –           | 1.772        | 1,2          |
|                                                       | —                                 | Die PARTEI          | –           | –           | 630          | 0,4          |
|                                                       | Tobias Raum                       | Volt                | 2.495       | 1,6         | 1.291        | 0,9          |
|                                                       | —                                 | PdH                 | –           | –           | 120          | 0,1          |
|                                                       | —                                 | MLPD                | –           | –           | 31           | 0,0          |
|                                                       | —                                 | BÜNDNIS DEUTSCHLAND | –           | –           | 216          | 0,1          |
|                                                       | —                                 | BSW                 | –           | –           | 5.645        | 3,7          |
| Gesamt                                                | Gesamt                            | Gesamt              | 151.359     | 100         | 151.704      | 100          |
|                                                       |                                   |                     |             |             |              |              |
| Ungültige Stimmen                                     | Ungültige Stimmen                 | Ungültige Stimmen   | 1.346       | 0,9         | 1.001        | 0,7          |
| Wähler                                                | Wähler                            | Wähler              | 152.705     | 85,6        | 152.705      | 85,6         |
| Wahlberechtigte                                       | Wahlberechtigte                   | Wahlberechtigte     | 178.433     |             | 178.433      |              |
|                                                       |                                   |                     |             |             |              |              |
| Quellen: Die Bundeswahlleiterin, Kandidaten – Stimmen |                                   |                     |             |             |              |              |

### Bundestagswahl 2021
Die Bundestagswahl 2021 fand am Sonntag, den 26. September 2021 statt. In Hessen haben sich 23 Parteien mit ihrer Landesliste beworben.
| Gegenstand der Nachweisung | Gegenstand der Nachweisung | Erst- stimmen | Erst- stimmen | Zweit- stimmen | Zweit- stimmen |
| Bewerber                   | Partei                     | Anzahl        | %             | Anzahl         | %              |
| -------------------------- | -------------------------- | ------------- | ------------- | -------------- | -------------- |
| Wahlberechtigte            | Wahlberechtigte            | 179 842       |               | 179 842        |                |
| Wähler                     | Wähler                     | 144 012       | 80,1          | 144 012        | 80,1           |
| Ungültige Stimmen          | Ungültige Stimmen          | 1 556         | 1,1           | 1 330          | 0,9            |
| Gültige Stimmen            | Gültige Stimmen            | 142 456       | 98,9          | 142 682        | 99,1           |
| davon                      |                            |               |               |                |                |
| Markus Koob                | CDU                        | 44 549        | 31,3          | 37 331         | 26,2           |
| Alicia Bokler              | SPD                        | 38 424        | 27,0          | 35 171         | 24,6           |
| Christian Tramnitz         | GRÜNE                      | 21 769        | 15,3          | 22 486         | 15,8           |
| André Pabst                | DIE LINKE                  | 3 772         | 2,6           | 4 441          | 3,1            |
| Henning Thöne              | AfD                        | 10 709        | 7,5           | 11 156         | 7,8            |
| Katja Adler                | FDP                        | 16 132        | 11,3          | 21 996         | 15,4           |
| Carsten Baums              | PIRATEN                    | 1 385         | 1,0           | 739            | 0,5            |
|                            | NPD                        |               |               | 155            | 0,1            |
| Hubert Horn                | FREIE WÄHLER               | 3 369         | 2,4           | 2 246          | 1,6            |
|                            | Die PARTEI                 |               |               | 1 053          | 0,7            |
|                            | B21                        |               |               | 68             | 0,0            |
|                            | MLPD                       |               |               | 12             | 0,0            |
|                            | BC                         |               |               | 113            | 0,1            |
|                            | DKP                        |               |               | 32             | 0,0            |
|                            | LKR                        |               |               | 47             | 0,0            |
|                            | DH                         |               |               | 148            | 0,1            |
|                            | TT                         |               |               | 533            | 0,4            |
|                            | Volt                       |               |               | 594            | 0,4            |
|                            | GF                         |               |               | 200            | 0,1            |
|                            | ÖDP                        |               |               | 127            | 0,1            |
|                            | Tierschutzpartei           |               |               | 2 026          | 1,4            |
|                            | V-Partei³                  |               |               | 128            | 0,1            |
| Thomas Schumbert           | dieBasis                   | 2 347         | 1,6           | 1 880          | 1,3            |

Die Ergebnisse sind hier abrufbar.

### Bundestagswahl 2017
Die Bundestagswahl 2017 fand am Sonntag, den 24. September 2017, statt. In Hessen haben sich 20 Parteien mit ihrer Landesliste beworben. Die Allianz Deutscher Demokraten zog ihre Bewerbung zurück. Die Violetten wurden vom Landeswahlausschuss zurückgewiesen, da nicht die erforderlichen zweitausend Unterschriften zur Unterstützung vorgelegt wurden. Somit bewarben sich 18 Parteien mit ihren Landeslisten in Hessen. Auf den Landeslisten kandidierten insgesamt 353 Bewerber, davon nicht ganz ein Drittel (114) Frauen.
| Gegenstand der Nachweisung | Gegenstand der Nachweisung | Erst- stimmen | Erst- stimmen | Zweit- stimmen | Zweit- stimmen |
| Bewerber                   | Partei                     | Anzahl        | %             | Anzahl         | %              |
| -------------------------- | -------------------------- | ------------- | ------------- | -------------- | -------------- |
| Wahlberechtigte            | Wahlberechtigte            | 181.516       | 100,0         | 181.516        | 100,0          |
| Wähler                     | Wähler                     | 146.315       | 80,6          | 146.315        | 80,6           |
| Ungültige Stimmen          | Ungültige Stimmen          | 2.055         | 1,4           | 1.706          | 1,2            |
| Gültige Stimmen            | Gültige Stimmen            | 144.260       | 98,6          | 144.609        | 98,8           |
| davon                      |                            |               |               |                |                |
| Markus Benjamin Koob       | CDU                        | 57.579        | 39,9          | 48.436         | 33,5           |
| Hans-Joachim Schabedoth    | SPD                        | 33.201        | 23,0          | 28.947         | 20,0           |
| Wolfgang Schmitt           | GRÜNE                      | 12.884        | 8,9           | 14.074         | 9,7            |
| Silvia Lehmann             | DIE LINKE                  | 8.556         | 5,9           | 9.562          | 6,6            |
| Andreas John Lichert       | AfD                        | 15.075        | 10,4          | 16.132         | 11,2           |
| Stefan Ruppert             | FDP                        | 14.954        | 10,4          | 21.713         | 15,0           |
|                            | PIRATEN                    | 0             | 0,0           | 476            | 0,3            |
|                            | NPD                        | 0             | 0,0           | 388            | 0,3            |
| Peter Schüppenhauer        | FREIE WÄHLER               | 2.011         | 1,4           | 1.090          | 3,8            |
|                            | Die PARTEI                 | 0             | 0,0           | 1.079          | 0,7            |
|                            | Büso                       | 0             | 0,0           | 26             | 0,0            |
|                            | MLPD                       | 0             | 0,0           | 31             | 0,0            |
|                            | BGE                        | 0             | 0,0           | 238            | 0,2            |
|                            | DKP                        | 0             | 0,0           | 24             | 0,0            |
|                            | DM                         | 0             | 0,0           | 202            | 0,1            |
|                            | ÖDP                        | 0             | 0,0           | 218            | 0,2            |
|                            | Tierschutzpartei           | 0             | 0,0           | 1.751          | 1,2            |
|                            | V-Partei³                  | 0             | 0,0           | 222            | 0,2            |

### Bundestagswahl 2013
| Gegenstand der Nachweisung | Gegenstand der Nachweisung | Erst- stimmen | Erst- stimmen | Zweit- stimmen | Zweit- stimmen |
| Bewerber                   | Partei                     | Anzahl        | %             | Anzahl         | %              |
| -------------------------- | -------------------------- | ------------- | ------------- | -------------- | -------------- |
| Wahlberechtigte            | Wahlberechtigte            | 182.026       | 100,0         | 182.026        | 100,0          |
| Wähler                     | Wähler                     | 139.886       | 76,8          | 139.886        | 76,8           |
| Ungültige Stimmen          | Ungültige Stimmen          | 2.911         | 2,1           | 3.003          | 2,1            |
| Gültige Stimmen            | Gültige Stimmen            | 136.975       | 100,0         | 136.883        | 100,0          |
| davon                      |                            |               |               |                |                |
| Markus Koob                | CDU                        | 66.785        | 48,8          | 58.822         | 43,0           |
| Hans-Joachim Schabedoth    | SPD                        | 38.435        | 28,1          | 33.846         | 24,7           |
| Stefan Ruppert             | FDP                        | 4.866         | 3,6           | 10.334         | 7,5            |
| Jutta Bruns                | GRÜNE                      | 10.064        | 7,3           | 12.690         | 9,3            |
| Steffen Etzel              | DIE LINKE                  | 5.482         | 4,0           | 6.358          | 4,6            |
| Sascha Neugebauer          | PIRATEN                    | 2.194         | 1,6           | 2.266          | 1,7            |
| Patrick Huth               | NPD                        | 934           | 0,7           | 1.024          | 0,7            |
| Helmar Zeeh                | REP                        | 467           | 0,3           | 469            | 0,3            |
|                            | BüSo                       | –             | –             | 51             | 0,0            |
|                            | MLPD                       | –             | –             | 18             | 0,0            |
| Konrad Adam                | AfD                        | 7.748         | 5,7           | 9.447          | 6,9            |
|                            | pro Deutschland            | –             | –             | 134            | 0,1            |
|                            | FREIE WÄHLER               | –             | –             | 876            | 0,6            |
|                            | Die PARTEI                 | –             | –             | 510            | 0,4            |
|                            | PSG                        | –             | –             | 38             | 0,0            |

### Bundestagswahl 2009
| Gegenstand der Nachweisung | Gegenstand der Nachweisung | Erst- stimmen | Erst- stimmen | Zweit- stimmen | Zweit- stimmen |
| Bewerber                   | Partei                     | Anzahl        | %             | Anzahl         | %              |
| -------------------------- | -------------------------- | ------------- | ------------- | -------------- | -------------- |
| Wahlberechtigte            | Wahlberechtigte            | 182.246       | 100,0         | 182.246        | 100,0          |
| Wähler                     | Wähler                     | 141.075       | 77,4          | 141.075        | 77,4           |
| Ungültige Stimmen          | Ungültige Stimmen          | 2.300         | 1,6           | 2.217          | 1,6            |
| Gültige Stimmen            | Gültige Stimmen            | 138.775       | 100,0         | 138.858        | 100,0          |
| davon                      |                            |               |               |                |                |
| Hans-Joachim Schabedoth    | SPD                        | 35.257        | 25,4          | 29.758         | 21,4           |
| Holger Haibach             | CDU                        | 62.748        | 45,2          | 49.902         | 35,9           |
| Stefan Ruppert             | FDP                        | 16.255        | 11,7          | 27.979         | 20,1           |
| Norman Dießner             | GRÜNE                      | 12.976        | 9,4           | 15.877         | 11,4           |
| Steffen Etzel              | DIE LINKE                  | 7.522         | 5,4           | 9.229          | 6,6            |
| Josephine Fröhlich         | NPD                        | 1.081         | 0,8           | 1.055          | 0,8            |
| Kim Nowak                  | REP                        | 862           | 0,6           | 807            | 0,6            |
| Sigrid Wellmann            | Die Tierschutzpartei       | 2.074         | 1,5           | 1.472          | 1,1            |
|                            | BüSo                       | –             | –             | 127            | 0,1            |
|                            | MLPD                       | –             | –             | 26             | 0,0            |
|                            | DVU                        | –             | –             | 74             | 0,1            |
|                            | PIRATEN                    | –             | –             | 2.552          | 1,8            |

### Bundestagswahl 2005
| Gegenstand der Nachweisung | Gegenstand der Nachweisung | Erst- stimmen | Erst- stimmen | Zweit- stimmen | Zweit- stimmen |
| Bewerber                   | Partei                     | Anzahl        | %             | Anzahl         | %              |
| -------------------------- | -------------------------- | ------------- | ------------- | -------------- | -------------- |
| Wahlberechtigte            | Wahlberechtigte            | 181.959       | 100,0         | 181.959        | 100,0          |
| Wähler                     | Wähler                     | 148.635       | 81,7          | 148.635        | 81,7           |
| Ungültige Stimmen          | Ungültige Stimmen          | 2.886         | 1,9           | 2.596          | 1,7            |
| Gültige Stimmen            | Gültige Stimmen            | 145.749       | 100,0         | 146.039        | 100,0          |
| davon                      |                            |               |               |                |                |
| Frank Schmidt              | SPD                        | 51.838        | 35,6          | 43.215         | 29,6           |
| Holger Haibach             | CDU                        | 65.756        | 45,1          | 54.583         | 37,4           |
| Omid Nouripour             | GRÜNE                      | 7.409         | 5,1           | 14.373         | 9,8            |
| Wolfgang Gerhardt          | FDP                        | 13.207        | 9,1           | 22.741         | 15,6           |
| Hermann Ludwig Schaus      | Die Linke.                 | 5.614         | 3,9           | 6.655          | 4,6            |
|                            | REP                        | –             | –             | 1.091          | 0,7            |
|                            | Die Tierschutzpartei       | –             | –             | 1.091          | 0,7            |
| Ellen Scherer              | NPD                        | 1.925         | 1,3           | 1.370          | 0,9            |
|                            | GRAUE                      | –             | –             | 655            | 0,4            |
|                            | BüSo                       | –             | –             | 107            | 0,1            |
|                            | MLPD                       | –             | –             | 42             | 0,0            |
|                            | PSG                        | –             | –             | 116            | 0,1            |

### Bundestagswahl 2002
| Gegenstand der Nachweisung | Gegenstand der Nachweisung | Erst- stimmen | Erst- stimmen | Zweit- stimmen | Zweit- stimmen |
| Bewerber                   | Partei                     | Anzahl        | %             | Anzahl         | %              |
| -------------------------- | -------------------------- | ------------- | ------------- | -------------- | -------------- |
| Wahlberechtigte            | Wahlberechtigte            | 181.643       | 100,0         | 181.643        | 100,0          |
| Wähler                     | Wähler                     | 149.323       | 82,2          | 149.323        | 82,2           |
| Ungültige Stimmen          | Ungültige Stimmen          | 2.433         | 1,6           | 2.189          | 1,5            |
| Gültige Stimmen            | Gültige Stimmen            | 146.890       | 100,0         | 147.134        | 100,0          |
| davon                      |                            |               |               |                |                |
| Frank Schmidt              | SPD                        | 59.144        | 40,3          | 50.136         | 34,1           |
| Holger Haibach             | CDU                        | 64.178        | 43,7          | 61.397         | 41,7           |
| Manuel Stock               | GRÜNE                      | 7.091         | 4,8           | 15.709         | 10,7           |
| Wolfgang Gerhardt          | FDP                        | 13.321        | 9,1           | 14.593         | 9,9            |
| Mark-Olaf Enderes          | REP                        | 1.750         | 1,2           | 1.147          | 0,8            |
| Thomas Zeuner              | PDS                        | 1.406         | 1,0           | 1.643          | 1,1            |
|                            | Die Tierschutzpartei       | –             | –             | 757            | 0,5            |
|                            | NPD                        | –             | –             | 299            | 0,2            |
|                            | GRAUE                      | –             | –             | 223            | 0,2            |
|                            | PBC                        | –             | –             | 194            | 0,1            |
|                            | CM                         | –             | –             | 90             | 0,1            |
|                            | ödp                        | –             | –             | 122            | 0,1            |
|                            | BüSo                       | –             | –             | 69             | 0,0            |
|                            | Schill                     | –             | –             | 755            | 0,5            |

### Bundestagswahl 1998
| Gegenstand der Nachweisung       | Gegenstand der Nachweisung | Erst- stimmen | Erst- stimmen | Zweit- stimmen | Zweit- stimmen |
| Bewerber                         | Partei                     | Anzahl        | %             | Anzahl         | %              |
| -------------------------------- | -------------------------- | ------------- | ------------- | -------------- | -------------- |
| Wahlberechtigte                  | Wahlberechtigte            | 239.853       | 100,0         | 239.853        | 100,0          |
| Wähler                           | Wähler                     | 207.048       | 86,3          | 207.048        | 86,3           |
| Ungültige Stimmen                | Ungültige Stimmen          | 3.456         | 1,7           | 2.756          | 1,3            |
| Gültige Stimmen                  | Gültige Stimmen            | 203.592       | 100,0         | 204.292        | 100,0          |
| davon                            |                            |               |               |                |                |
| Bärbel Sothmann                  | CDU                        | 94.576        | 46,5          | 80.528         | 39,4           |
| Frank Schmidt                    | SPD                        | 77.125        | 37,9          | 70.440         | 34,5           |
| Marina Steindor                  | GRÜNE                      | 11.305        | 5,6           | 16.480         | 8,1            |
| Wolfgang Gerhardt                | F.D.P.                     | 11.308        | 5,6           | 23.973         | 11,7           |
| Hartmut Weidmann                 | PDS                        | 2.051         | 1,0           | 2.447          | 1,2            |
|                                  | APPD                       | –             | –             | 175            | 0,1            |
|                                  | BüSo                       | –             | –             | 55             | 0,0            |
| Eckehard Schenck zu Schweinsberg | BFB – Die Offensive        | 2.303         | 1,1           | 1.552          | 0,8            |
|                                  | Chance 2000                | –             | –             | 185            | 0,1            |
|                                  | CM                         | –             | –             | 96             | 0,0            |
|                                  | DVU                        | –             | –             | 1.490          | 0,7            |
|                                  | GRAUE                      | –             | –             | 375            | 0,2            |
| Werner Hettler                   | REP                        | 4.365         | 2,1           | 3.694          | 1,8            |
|                                  | DIE FRAUEN                 | –             | –             | 179            | 0,1            |
|                                  | Pro DM                     | –             | –             | 1.101          | 0,5            |
|                                  | Die Tierschutzpartei       | –             | –             | 645            | 0,3            |
|                                  | NPD                        | –             | –             | 323            | 0,2            |
|                                  | NATURGESETZ                | –             | –             | 153            | 0,1            |
| Christian Dörfler                | ödp                        | 559           | 0,3           | 191            | 0,1            |
|                                  | PBC                        | –             | –             | 176            | 0,1            |
|                                  | PSG                        | –             | –             | 34             | 0,0            |

### Bundestagswahl 1994
| Gegenstand der Nachweisung | Gegenstand der Nachweisung | Erst- stimmen | Erst- stimmen | Zweit- stimmen | Zweit- stimmen |
| Bewerber                   | Partei                     | Anzahl        | %             | Anzahl         | %              |
| -------------------------- | -------------------------- | ------------- | ------------- | -------------- | -------------- |
| Wahlberechtigte            | Wahlberechtigte            | 237.855       | 100,0         | 237.855        | 100,0          |
| Wähler                     | Wähler                     | 201.264       | 84,6          | 201.264        | 84,6           |
| Ungültige Stimmen          | Ungültige Stimmen          | 2.711         | 1,3           | 2.309          | 1,1            |
| Gültige Stimmen            | Gültige Stimmen            | 198.553       | 100,0         | 198.955        | 100,0          |
| davon                      |                            |               |               |                |                |
| Bärbel Sothmann            | CDU                        | 100.923       | 50,8          | 89.449         | 45,0           |
| Dietrich Sperling          | SPD                        | 64.641        | 32,6          | 58.927         | 29,6           |
| Wolfgang Gerhardt          | F.D.P.                     | 10.253        | 5,2           | 24.230         | 12,2           |
| Marina Steindor            | GRÜNE                      | 15.186        | 7,6           | 18.422         | 9,3            |
| Harald Kanthack            | REP                        | 3.702         | 1,9           | 3.742          | 1,9            |
| Heinz Jung                 | PDS                        | 1.294         | 0,7           | 1.677          | 0,8            |
|                            | Solidarität                | –             | –             | 95             | 0,0            |
|                            | DIE GRAUEN                 | –             | –             | 946            | 0,5            |
| Helmut Köster              | NATURGESETZ                | 856           | 0,4           | 607            | 0,3            |
|                            | MLPD                       | –             | –             | 25             | 0,0            |
| Christian Harms            | ÖDP                        | 759           | 0,4           | 525            | 0,3            |
|                            | PBC                        | –             | –             | 310            | 0,2            |
| Johannes Deitmann          | STATT                      | 939           | 0,5           | –              | –              |

### Bundestagswahl 1990
| Gegenstand der Nachweisung | Gegenstand der Nachweisung | Erst- stimmen | Erst- stimmen | Zweit- stimmen | Zweit- stimmen |
| Bewerber                   | Partei                     | Anzahl        | %             | Anzahl         | %              |
| -------------------------- | -------------------------- | ------------- | ------------- | -------------- | -------------- |
| Wahlberechtigte            | Wahlberechtigte            | 238.037       | 100,0         | 238.037        | 100,0          |
| Wähler                     | Wähler                     | 198.161       | 83,2          | 198.161        | 83,2           |
| Ungültige Stimmen          | Ungültige Stimmen          | 2.511         | 1,3           | 1.895          | 1,0            |
| Gültige Stimmen            | Gültige Stimmen            | 195.650       | 100,0         | 196.266        | 100,0          |
| davon                      |                            |               |               |                |                |
| Bärbel Sothmann            | CDU                        | 94.784        | 48,4          | 90.722         | 46,2           |
| Dietrich Sperling          | SPD                        | 64.196        | 32,8          | 60.262         | 30,7           |
| Rainer Surrey              | GRÜNE                      | 11.120        | 5,7           | 10.287         | 5,2            |
| Ekkehard Gries             | F.D.P.                     | 18.244        | 9,3           | 27.632         | 14,1           |
| Karl Deichmann             | DIE GRAUEN                 | 1.791         | 0,9           | 1.669          | 0,9            |
| Peter Münch                | REP                        | 3.697         | 1,9           | 3.741          | 1,9            |
| Martin Block               | NPD                        | 914           | 0,5           | 823            | 0,4            |
| Christian Dörfler          | ÖDP                        | 904           | 0,5           | 604            | 0,3            |
|                            | PDS                        | –             | –             | 526            | 0,3            |

### Bundestagswahl 1987
| Gegenstand der Nachweisung     | Gegenstand der Nachweisung | Erst- stimmen | Erst- stimmen | Zweit- stimmen | Zweit- stimmen |
| Bewerber                       | Partei                     | Anzahl        | %             | Anzahl         | %              |
| ------------------------------ | -------------------------- | ------------- | ------------- | -------------- | -------------- |
| Wahlberechtigte                | Wahlberechtigte            | 230.310       | 100,0         | 230.310        | 100,0          |
| Wähler                         | Wähler                     | 201.368       | 87,4          | 201.368        | 87,4           |
| Ungültige Stimmen              | Ungültige Stimmen          | 2.851         | 1,4           | 2.175          | 1,1            |
| Gültige Stimmen                | Gültige Stimmen            | 198.517       | 100,0         | 199.193        | 100,0          |
| davon                          |                            |               |               |                |                |
| Manfred Langner                | CDU                        | 100.235       | 50,5          | 89.601         | 45,0           |
| Dietrich Sperling              | SPD                        | 68.742        | 34,6          | 62.717         | 31,5           |
| Ekkehard Gries                 | F.D.P.                     | 12.198        | 6,1           | 25.539         | 12,8           |
| Heike Knodt                    | GRÜNE                      | 14.609        | 7,4           | 18.840         | 9,5            |
|                                | FRAUEN                     | –             | –             | 521            | 0,3            |
|                                | MLPD                       | –             | –             | 48             | 0,0            |
| Karl Alexander Joachim Komosin | NPD                        | 1.349         | 0,7           | 1.355          | 0,7            |
|                                | ÖDP                        | –             | –             | 423            | 0,2            |
| Kurt Urban                     | Patrioten                  | 195           | 0,1           | 149            | 0,1            |
| Nicole Koeding                 | FRIEDEN                    | 1.189         | 0,6           | –              | –              |

### Bundestagswahl 1983
| Gegenstand der Nachweisung | Gegenstand der Nachweisung | Erst- stimmen | Erst- stimmen | Zweit- stimmen | Zweit- stimmen |
| Bewerber                   | Partei                     | Anzahl        | %             | Anzahl         | %              |
| -------------------------- | -------------------------- | ------------- | ------------- | -------------- | -------------- |
| Wahlberechtigte            | Wahlberechtigte            | 219.595       | 100,0         | 219.595        | 100,0          |
| Wähler                     | Wähler                     | 200.814       | 91,4          | 200.814        | 91,4           |
| Ungültige Stimmen          | Ungültige Stimmen          | 1.975         | 1,0           | 1.483          | 0,7            |
| Gültige Stimmen            | Gültige Stimmen            | 198.839       | 100,0         | 199.331        | 100,0          |
| davon                      |                            |               |               |                |                |
| Dietrich Sperling          | SPD                        | 76.263        | 38,4          | 70.759         | 35,5           |
| Manfred Langner            | CDU                        | 106.420       | 53,5          | 93.906         | 47,1           |
| Ekkehard Gries             | F.D.P.                     | 6.869         | 3,5           | 22.033         | 11,1           |
| Robert Steigerwald         | DKP                        | 330           | 0,2           | 247            | 0,1            |
| Christa Hoffmann           | GRÜNE                      | 8.281         | 4,2           | 11.766         | 5,9            |
| Bernd Schulz               | EAP                        | 124           | 0,1           | 108            | 0,1            |
| Franz Paul Lischke         | NPD                        | 552           | 0,3           | 512            | 0,3            |

### Bundestagswahl 1980
| Gegenstand der Nachweisung | Gegenstand der Nachweisung | Erst- stimmen | Erst- stimmen | Zweit- stimmen | Zweit- stimmen |
| Bewerber                   | Partei                     | Anzahl        | %             | Anzahl         | %              |
| -------------------------- | -------------------------- | ------------- | ------------- | -------------- | -------------- |
| Wahlberechtigte            | Wahlberechtigte            | 213.898       | 100,0         | 213.898        | 100,0          |
| Wähler                     | Wähler                     | 194.489       | 90,9          | 194.489        | 90,9           |
| Ungültige Stimmen          | Ungültige Stimmen          | 2.070         | 1,1           | 1.394          | 0,7            |
| Gültige Stimmen            | Gültige Stimmen            | 192.419       | 100,0         | 193.095        | 100,0          |
| davon                      |                            |               |               |                |                |
| Dietrich Sperling          | SPD                        | 82.175        | 42,7          | 76.386         | 39,6           |
| Manfred Langner            | CDU                        | 89.536        | 46,5          | 86.156         | 44,6           |
| Sibylle Engel              | F.D.P.                     | 15.814        | 8,2           | 26.090         | 13,5           |
| Robert Steigerwald         | DKP                        | 398           | 0,2           | 315            | 0,2            |
| Klaus Hecker               | GRÜNE                      | 4.392         | 2,3           | 3.588          | 1,9            |
|                            | EAP                        | –             | –             | 28             | 0,0            |
|                            | KBW                        | –             | –             | 46             | 0,0            |
|                            | NPD                        | –             | –             | 410            | 0,2            |
| Marian Riebe               | V                          | 104           | 0,1           | 76             | 0,0            |

### Bundestagswahl 1976
| Gegenstand der Nachweisung | Gegenstand der Nachweisung | Erst- stimmen | Erst- stimmen | Zweit- stimmen | Zweit- stimmen |
| Bewerber                   | Partei                     | Anzahl        | %             | Anzahl         | %              |
| -------------------------- | -------------------------- | ------------- | ------------- | -------------- | -------------- |
| Wahlberechtigte            | Wahlberechtigte            | 214.736       | 100,0         | 214.736        | 100,0          |
| Wähler                     | Wähler                     | 198.957       | 92,7          | 198.957        | 92,7           |
| Ungültige Stimmen          | Ungültige Stimmen          | 1.953         | 1,0           | 1.253          | 0,6            |
| Gültige Stimmen            | Gültige Stimmen            | 197.004       | 100,0         | 197.704        | 100,0          |
| davon                      |                            |               |               |                |                |
| Dietrich Sperling          | SPD                        | 81.345        | 41,3          | 76.829         | 38,9           |
| Manfred Langner            | CDU                        | 99.874        | 50,7          | 98.539         | 49,8           |
| Ulrich Krüger              | F.D.P.                     | 14.105        | 7,2           | 20.528         | 10,4           |
|                            | AUD                        | –             | –             | 129            | 0,1            |
|                            | AVP                        | –             | –             | 33             | 0,0            |
| Heinz Jung                 | DKP                        | 933           | 0,5           | 689            | 0,3            |
|                            | EAP                        | –             | –             | 39             | 0,0            |
|                            | KPD                        | –             | –             | 108            | 0,1            |
|                            | KBW                        | –             | –             | 132            | 0,1            |
| Franz Lischke              | NPD                        | 747           | 0,4           | 678            | 0,3            |

### Bundestagswahl 1972
| Gegenstand der Nachweisung | Gegenstand der Nachweisung | Erst- stimmen | Erst- stimmen | Zweit- stimmen | Zweit- stimmen |
| Bewerber                   | Partei                     | Anzahl        | %             | Anzahl         | %              |
| -------------------------- | -------------------------- | ------------- | ------------- | -------------- | -------------- |
| Wahlberechtigte            | Wahlberechtigte            | 221.349       | 100,0         | 221.349        | 100,0          |
| Wähler                     | Wähler                     | 204.539       | 92,4          | 204.539        | 92,4           |
| Ungültige Stimmen          | Ungültige Stimmen          | 2.040         | 1,0           | 1.086          | 0,5            |
| Gültige Stimmen            | Gültige Stimmen            | 202.499       | 100,0         | 203.453        | 100,0          |
| davon                      |                            |               |               |                |                |
| Dietrich Sperling          | SPD                        | 96.610        | 47,7          | 85.163         | 41,9           |
| Walther Leisler Kiep       | CDU                        | 92.023        | 45,4          | 90.052         | 44,3           |
| Karl-Hermann Flach         | F.D.P.                     | 12.272        | 6,1           | 26.255         | 12,9           |
| Robert Steigerwald         | DKP                        | 606           | 0,3           | 593            | 0,3            |
|                            | EFP                        | –             | –             | 188            | 0,1            |
| Franz Brandl               | NPD                        | 988           | 0,5           | 1.202          | 0,6            |

### Bundestagswahl 1969
| Gegenstand der Nachweisung | Gegenstand der Nachweisung | Erst- stimmen | Erst- stimmen | Zweit- stimmen | Zweit- stimmen |
| Bewerber                   | Partei                     | Anzahl        | %             | Anzahl         | %              |
| -------------------------- | -------------------------- | ------------- | ------------- | -------------- | -------------- |
| Wahlberechtigte            | Wahlberechtigte            | 195.133       | 100,0         | 195.133        | 100,0          |
| Wähler                     | Wähler                     | 173.468       | 88,9          | 173.468        | 88,9           |
| Ungültige Stimmen          | Ungültige Stimmen          | 4.337         | 2,5           | 2.067          | 1,2            |
| Gültige Stimmen            | Gültige Stimmen            | 169.131       | 100,0         | 171.401        | 100,0          |
| davon                      |                            |               |               |                |                |
| Dietrich Sperling          | SPD                        | 79.410        | 47,0          | 77.394         | 45,2           |
| Walther Leisler Kiep       | CDU                        | 76.132        | 45,0          | 69.882         | 40,8           |
| Hans-Werner Staratzke      | FDP                        | 7.687         | 4,5           | 13.763         | 8,0            |
| Markwardt Notz             | ADF                        | 552           | 0,3           | 779            | 0,5            |
|                            | EP                         | –             | –             | 476            | 0,3            |
|                            | GPD                        | –             | –             | 1.238          | 0,7            |
| Ulrich Kaye                | NPD                        | 5.350         | 3,2           | 7.869          | 4,6            |

### Bundestagswahl 1965
Die Bundestagswahl 1965 fand eigentlich am 19. September 1965 statt. Im Wahlkreises 135 Obertaunuskreis wurde wegen des Todes eines Wahlkreisbewerbers erst am 3. Oktober 1965 gewählt.
Verstorben war der Kandidat der Splitterpartei Aktionsgemeinschaft Unabhängiger Deutscher Erich Henz. Die nachträgliche Wahl führte zu einer besonderen Situation. Kurt Gscheidle und Hans-Werner Staratzke hatten ihre Mandate über die Landesliste bereits sicher. Entsprechend warb die CDU damit, mit einer Stimme für Walther Leisler Kiep wäre der Landkreis in Bonn mit drei Abgeordneten statt zwei vertreten. Bundeskanzler Ludwig Erhard selbst hatte einen Wahlkampfauftritt im Wahlkreis, die SPD-Landtagsfraktion veranstaltete eine öffentliche Fraktionssitzung im Kurhaus Bad Homburg. Kiep gelang es, den Stimmenanteil der CDU um 10 % zu steigern und das Mandat erstmals für die Union zu gewinnen.
| Gegenstand der Nachweisung | Gegenstand der Nachweisung | Erst- stimmen | Erst- stimmen | Zweit- stimmen | Zweit- stimmen |
| Bewerber                   | Partei                     | Anzahl        | %             | Anzahl         | %              |
| -------------------------- | -------------------------- | ------------- | ------------- | -------------- | -------------- |
| Wahlberechtigte            | Wahlberechtigte            | 178.376       | 100,0         | 178.376        | 100,0          |
| Wähler                     | Wähler                     | 150.606       | 84,4          | 150.606        | 84,4           |
| Ungültige Stimmen          | Ungültige Stimmen          | 5.726         | 3,8           | 4.414          | 2,9            |
| Gültige Stimmen            | Gültige Stimmen            | 144.880       | 100,0         | 146.192        | 100,0          |
| davon                      |                            |               |               |                |                |
| Kurt Gscheidle             | SPD                        | 63.210        | 43,6          | 62.179         | 42,5           |
| Walther Leisler Kiep       | CDU                        | 69.731        | 48,1          | 59.055         | 40,4           |
| Hans-Werner Staratzke      | FDP                        | 9.060         | 6,3           | 21.237         | 14,5           |
| Renate Haußleiter          | AUD                        | 224           | 0,2           | 194            | 0,1            |
| Wilhelm Folkert            | DFU                        | 736           | 0,5           | 942            | 0,6            |
| Franz Lischke              | NPD                        | 1.919         | 1,3           | 2.585          | 1,8            |

### Bundestagswahl 1961
| Gegenstand der Nachweisung | Gegenstand der Nachweisung | Erst- stimmen | Erst- stimmen | Zweit- stimmen | Zweit- stimmen |
| Bewerber                   | Partei                     | Anzahl        | %             | Anzahl         | %              |
| -------------------------- | -------------------------- | ------------- | ------------- | -------------- | -------------- |
| Wahlberechtigte            | Wahlberechtigte            | 133.855       | 100,0         | 133.855        | 100,0          |
| Wähler                     | Wähler                     | 120.011       | 89,7          | 120.011        | 89,7           |
| Ungültige Stimmen          | Ungültige Stimmen          | 3.116         | 2,6           | 5.434          | 4,5            |
| Gültige Stimmen            | Gültige Stimmen            | 116.895       | 100,0         | 114.577        | 100,0          |
| davon                      |                            |               |               |                |                |
| Berthold Martin            | CDU                        | 44.815        | 38,3          | 41.148         | 35,9           |
| Kurt Gscheidle             | SPD                        | 47.107        | 40,3          | 45.902         | 40,1           |
| Dieter Fertsch-Röver       | FDP                        | 17.190        | 14,7          | 19.176         | 16,7           |
| Erhard Kiehl               | GDP (DP-BHE)               | 5.428         | 4,6           | 5.823          | 5,1            |
| Kurt Gross                 | DFU                        | 1.623         | 1,4           | 1.794          | 1,6            |
| Albert Richter             | DRP                        | 653           | 0,6           | 734            | 0,6            |
| Max Klobetanz              | DG                         | 79            | 0,1           | –              | –              |

### Bundestagswahl 1957
| Gegenstand der Nachweisung | Gegenstand der Nachweisung | Erst- stimmen | Erst- stimmen | Zweit- stimmen | Zweit- stimmen |
| Bewerber                   | Partei                     | Anzahl        | %             | Anzahl         | %              |
| -------------------------- | -------------------------- | ------------- | ------------- | -------------- | -------------- |
| Wahlberechtigte            | Wahlberechtigte            | 125.291       | 100,0         | 125.291        | 100,0          |
| Wähler                     | Wähler                     | 112.800       | 90,0          | 112.800        | 90,0           |
| Ungültige Stimmen          | Ungültige Stimmen          | 3.689         | 3,3           | 5.693          | 5,0            |
| Gültige Stimmen            | Gültige Stimmen            | 109.111       | 100,0         | 107.107        | 100,0          |
| davon                      |                            |               |               |                |                |
| Herbert A. Tulatz          | SPD                        | 38.308        | 35,1          | 36.988         | 34,5           |
| Berthold Martin            | CDU                        | 50.197        | 46,0          | 45.169         | 42,2           |
| Dieter Fertsch-Röver       | FDP                        | 7.571         | 6,9           | 8.843          | 8,3            |
| Max Mura                   | GB/BHE                     | 7.172         | 6,6           | 7.737          | 7,2            |
| Otto Weinmann              | DP                         | 4.106         | 3,8           | 6.133          | 5,7            |
|                            | BdD                        | –             | –             | 188            | 0,2            |
| Heinz-Herbert Guckes       | DRP                        | 1.757         | 1,6           | 2.049          | 1,9            |

### Bundestagswahl 1953
| Gegenstand der Nachweisung | Gegenstand der Nachweisung | Erst- stimmen | Erst- stimmen | Zweit- stimmen | Zweit- stimmen |
| Bewerber                   | Partei                     | Anzahl        | %             | Anzahl         | %              |
| -------------------------- | -------------------------- | ------------- | ------------- | -------------- | -------------- |
| Wahlberechtigte            | Wahlberechtigte            | 121.199       | 100,0         | 121.199        | 100,0          |
| Wähler                     | Wähler                     | 106.319       | 87,7          | 106.319        | 87,7           |
| Ungültige Stimmen          | Ungültige Stimmen          | 3.342         | 3,1           | 4.532          | 4,3            |
| Gültige Stimmen            | Gültige Stimmen            | 102.977       | 100,0         | 101.787        | 100,0          |
| davon                      |                            |               |               |                |                |
| Erich Köhler               | CDU                        | 35.413        | 34,4          | 36.250         | 35,6           |
| Heinrich Müller            | SPD                        | 32.714        | 31,8          | 31.715         | 31,2           |
| Karl Hepp                  | FDP                        | 18.565        | 18,0          | 17.055         | 16,8           |
| Gustav Hacker              | GB/BHE                     | 9.141         | 8,9           | 8.911          | 8,8            |
| Rudi van den Brück         | DP                         | 4.223         | 4,1           | 4.733          | 4,6            |
| Jakob Renneisen            | KPD                        | 1.496         | 1,5           | 1.503          | 1,5            |
| Heinrich Grisshammer       | GVP                        | 1.425         | 1,4           | 1.620          | 1,6            |

### Bundestagswahl 1949
|                   | Partei            | Anzahl  | %     |
| ----------------- | ----------------- | ------- | ----- |
| Wahlberechtigte   | Wahlberechtigte   | 116.124 | 100,0 |
| Wähler            | Wähler            | 87.910  | 75,7  |
| Ungültige Stimmen | Ungültige Stimmen | 5.279   | 6,0   |
| Gültige Stimmen   | Gültige Stimmen   | 82.631  | 100,0 |
| davon             |                   |         |       |
| Heinrich Müller   | SPD               | 25.361  | 30,7  |
|                   | CDU               | 20.463  | 24,8  |
|                   | FDP               | 22.119  | 26,8  |
|                   | KPD               | 4.189   | 5,1   |
|                   | Parteilose        | 10.499  | 12,7  |

## Galerie

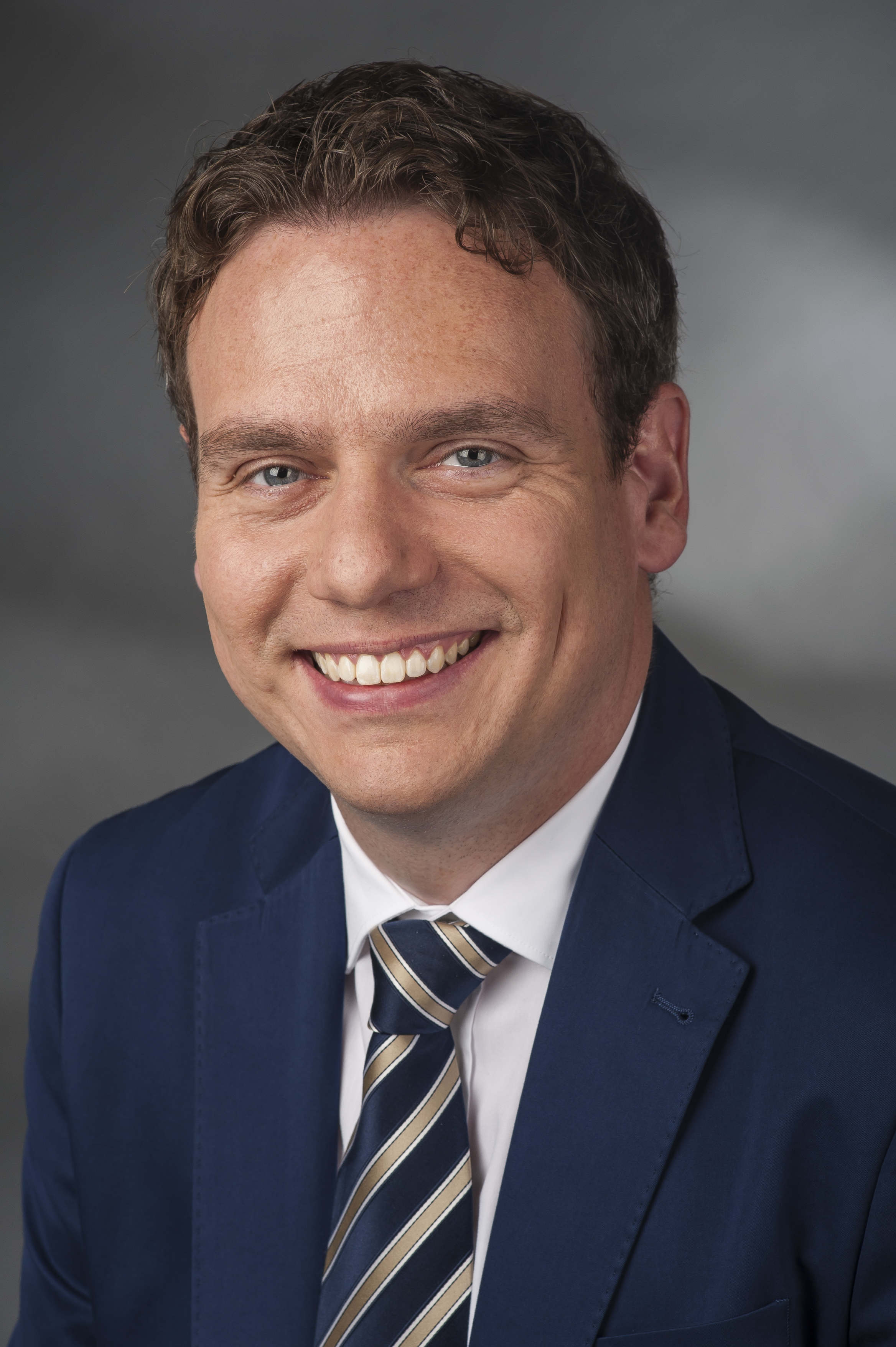
Markus Koob
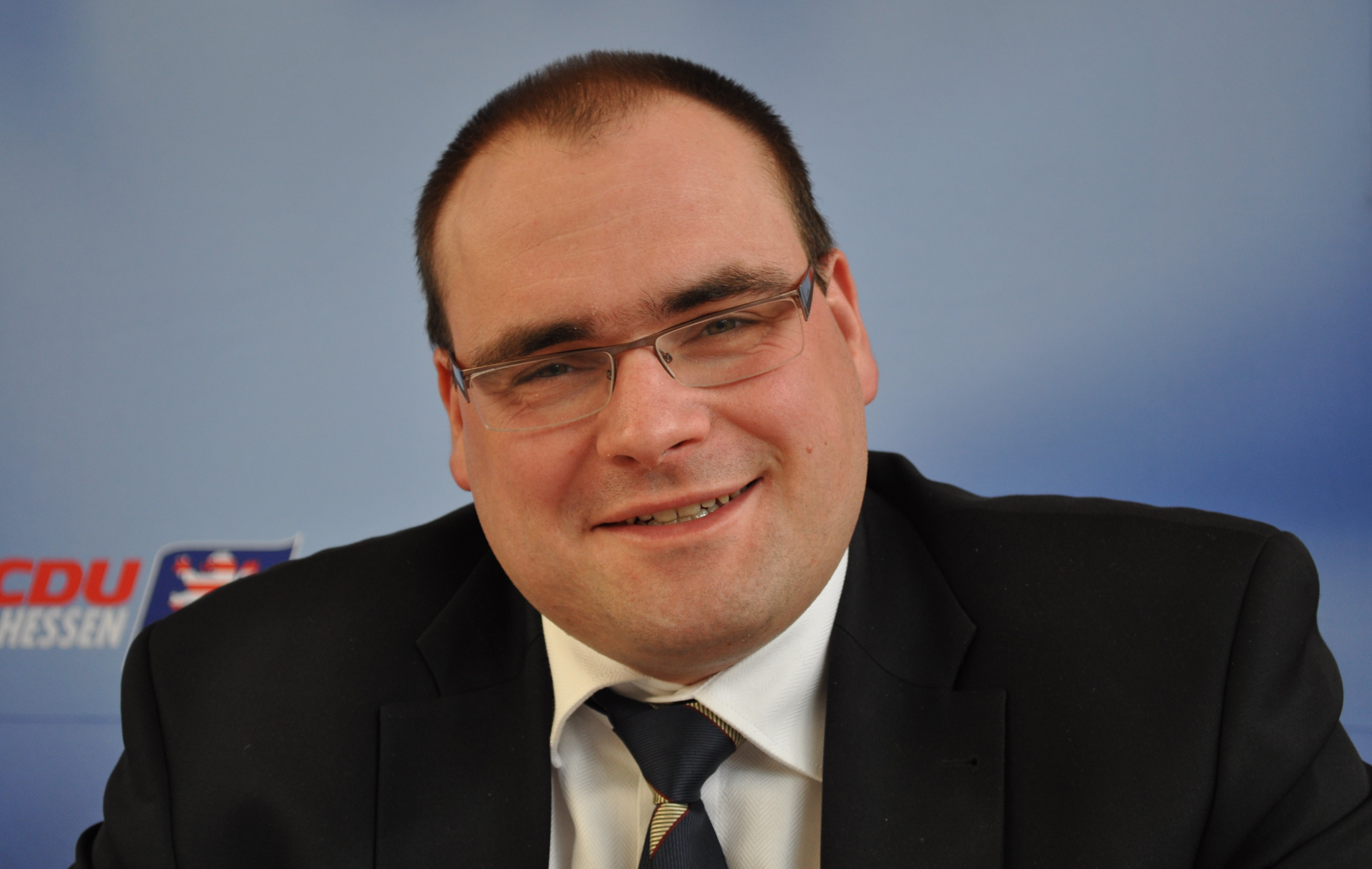
Holger Haibach
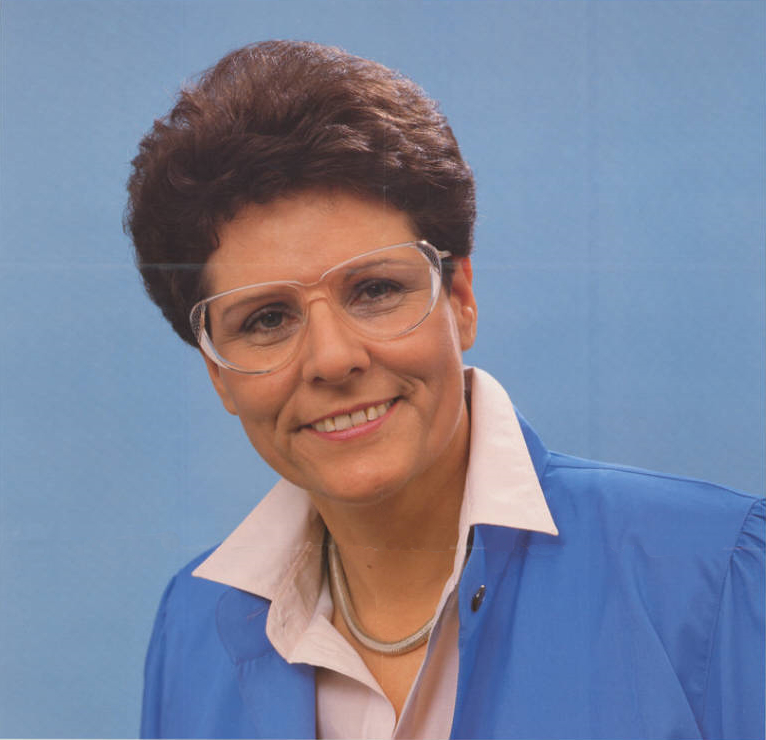
Bärbel Sothmann
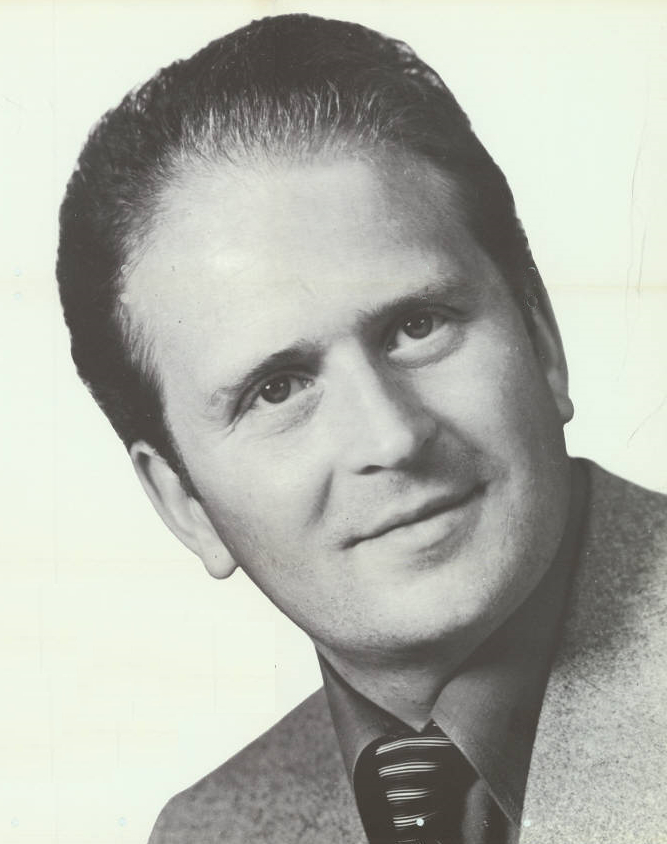
Manfred Langner
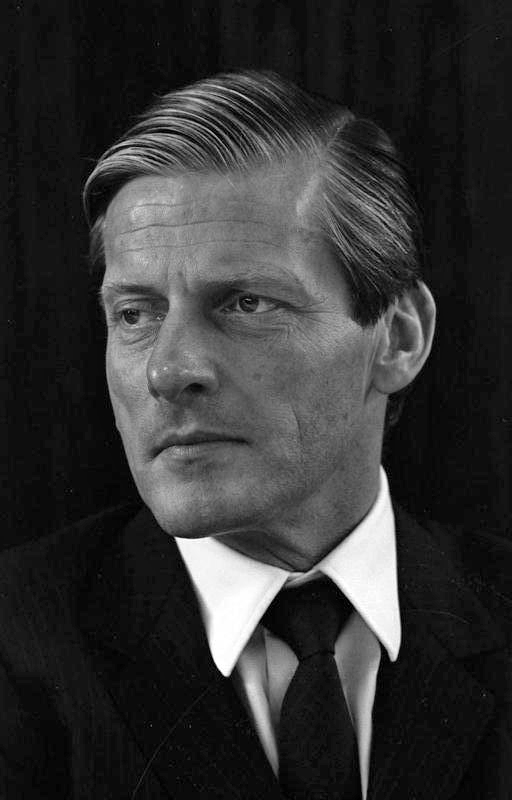
Walter Leisler Kiep
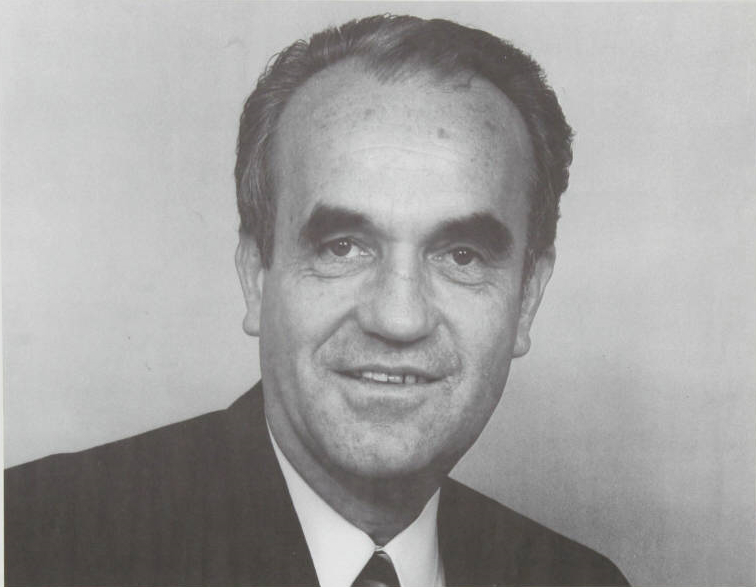
Berthold Martin
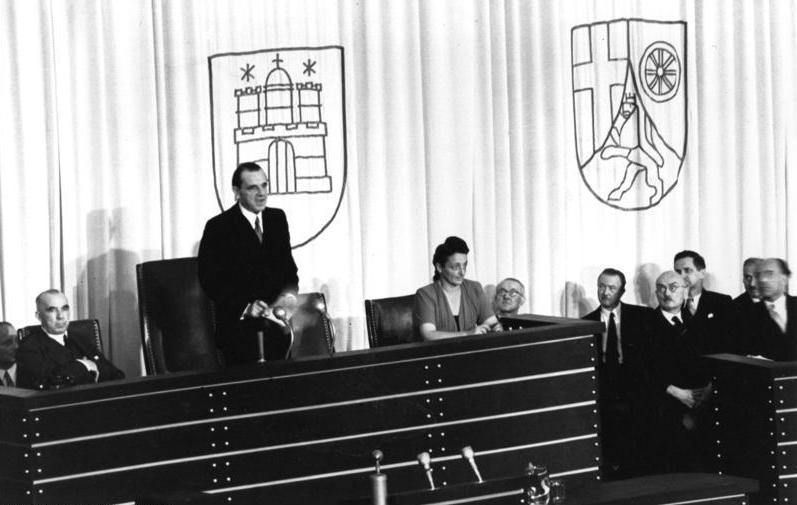
Erich Köhler